# Нджинма, Джастин
Джа́стин Гедео́н Нджинма (нем. Justin Gideon Njinmah; род. 15 ноября 2000, Гамбург) — немецкий футболист, нападающий клуба «Вердер».

## Клубная карьера
Нджинма — воспитанник клубов «Аймсбюттель» и «Хольштайн». 10 ноября 2019 года в матче против «Редена» он дебютировал за дублёров последних. 1 марта 2020 года в матче против дубля «Ганновер 96» он забил первый гол в Региональная лига «Север».
1 июля 2021 года Джастин на правах свободного агента стал игроком «Вердер II». 13 августа в матче против «Ольденбурга» он дебютировал за дубль бременского клуба. 11 сентября в поединке против «Обернойланда» сделал свои первые результативные действия — забил гол и отдал голевую передачу. В следующем туре против «Хильдесхайма» он оформил «хет-трик» и отдал две результативные передачи.
6 января 2022 года Нджинма подписал свой первый профессиональный контракт и был отдан в аренду дортмундской Боруссия II. 17 января в матче против «Вальдхоф» он дебютировал в третьей лиге Германии и отдал голевой пас. 6 февраля в матче против «Дуйсбург» он забил первый гол за дублёров дортмундского клуба.
7 мая в матче против «Гройтер Фюрт» Джастин впервые попал в заявку на матч немецкой Бундеслиги. 10 сентября в матче против «РБ Лейпциг» он дебютировал в Бундеслиге, выйдя на поле вместо Салиха Озджана. В конце мая 2023 года клуб решил не продлевать арендное соглашение игрока и не активировал опцию выкупа. 28 июня Нджинма продлил контракт с «Вердером» и был включён в заявку первой команды.